# İzzet Çelik
İzzet Çelik (Yüreğir, 20 giugno 2004) è un calciatore turco, centrocampista dell'Alanyaspor.

## Carriera

### Club
Cresciuto nel settore giovanile dell'Adana Demirspor, ha debuttato in prima squadra il 25 ottobre 2020 nell'incontro di TFF 1. Lig vinto 3-0 contro il Bandırmaspor; nel prosieguo della stagione, conclusasi con la vittoria del campionato e quindi con una promozione in prima divisione, gioca poi solamente un'ulteriore partita. Nel gennaio del 2022, dopo aver esordito in prima divisione, è stato ceduto in prestito al Diyarbakırspor in terza divisione, e dopo 11 presenze nell'estate successiva è passato con la stessa formula al Bayrampaşaspor in quarta divisione, categoria nella quale ha giocato 26 partite.
Nella stagione 2024-2025 ha iniziato a giocare con regolarità in prima squadra, ma è stato successivamente messo fuori rosa dopo aver deciso di non prolungare il contratto in scadenza; rimasto svincolato, il 2 luglio 2025 si è accasato all'Alanyaspor, altro club della prima divisione turca.

### Nazionale
Ha giocato con le nazionali giovanili turche Under-20 ed Under-21.

## Statistiche

### Presenze e reti nei club
Statistiche aggiornate al 8 agosto 2025.
| Stagione        | Squadra         | Campionato      | Campionato | Campionato | Coppe nazionali | Coppe nazionali | Coppe nazionali | Coppe continentali | Coppe continentali | Coppe continentali | Altre coppe | Altre coppe | Altre coppe | Totale | Totale | Totale |
| Stagione        | Squadra         | Comp            | Pres       | Reti       | Comp            | Pres            | Reti            | Comp               | Pres               | Reti               | Comp        | Pres        | Reti        | Pres   | Reti   |        |
| --------------- | --------------- | --------------- | ---------- | ---------- | --------------- | --------------- | --------------- | ------------------ | ------------------ | ------------------ | ----------- | ----------- | ----------- | ------ | ------ | ------ |
| 2020-2021       | Adana Demirspor | 1L              | 2          | 0          | CT              | 2               | 0               | -                  | -                  | -                  | -           | -           | -           | 4      | 0      |        |
| 2021-2022       | Adana Demirspor | SL              | 1          | 0          | CT              | 1               | 0               | -                  | -                  | -                  | -           | -           | -           | 2      | 0      |        |
| 2021-2022       | Diyarbakırspor  | 2L              | 11         | 0          | CT              | 0               | 0               | -                  | -                  | -                  | -           | -           | -           | 11     | 0      |        |
| 2022-2023       | Bayrampaşaspor  | 3L              | 26         | 0          | CT              | 0               | 0               | -                  | -                  | -                  | -           | -           | -           | 26     | 0      |        |
| 2023-2024       | Adana Demirspor | SL              | 5          | 0          | CT              | 1               | 0               | -                  | -                  | -                  | -           | -           | -           | 6      | 0      |        |
| 2024-2025       | Adana Demirspor | SL              | 25         | 0          | CT              | 2               | 0               | -                  | -                  | -                  | -           | -           | -           | 27     | 0      |        |
| Totale carriera | Totale carriera | Totale carriera | 0          | 0          |                 | 0               | 0               |                    | -                  | -                  |             | -           | -           | 0      | 0      |        |

## Palmarès

### Club

#### Competizioni nazionali
- TFF 1. Lig: 1

Adana Demirspor: 2020-2021